# Акциенбрауерай Кауфбойрен
„Акциeнбрауeрай Кауфбойрен“ (на немски: Aktienbrauerei Kaufbeuren) е най-старта пивоварна в Швабия, Германия. Разположена е в град Кауфбойрен, като първите документи, които споменават за нея са от 1308 години. По своята правна организация е акционерно дружество, като дяловете се търгуват на стоковата борса с в Мюнхен.

## История
През 1308 година Хенрих дер Твингер, местен барон, завещава всичката си собственост на Хоспис на Светия дух, в това число и пивоварната си, заедно с избите, дворове и плевните. Това поставило основите на това, което щяло да стане пивоварна Актин. Пивоварната бързо набира популярност, като през 15-и век е една от водещите производители на бира в региона. През вековете името се променя, заедно със собствениците, като съвременното име датира от 1920 г и означава акционерна пивоварна, което показва, че собствеността й е разделена между различни акционери.
Гилдията на пивоварите в Кауфбойрен се формира през 1325 година, като определя че бирата може да се прави само от хмел, малц и вода. Всички други съставки, като билки и подправки, са били забранени. Интересно е, че тази забрана е наложена 200 години преди Райнхайтсгебот (Закона за чистотата на бирата) от 1516, който налага същото. През 17-и век под зоркото око на майстор-пивовар Зюр Траубле Гулденен, пивоварната усъвършенства своите рецепти, като някои от тях се ползват и до днес. Актинбраурай става една от първите в Бавария, която предлага пшеничен ейл – бира, която е била запазена основно за баварската аристокрация.
През 1799 Актин изкупува една от последните останали пивоварни в Кауфбойрен – Джонас Даниел Уалк – за 4215 гулдена.
Днешната сграда на пивоварната, с дълбоките ѝ изби, е построена през 1807 година. До края на 19-и век пивоварната печели редица международни бирени състезания. Друго на което държи пивоварна Актин е, че от 700 години използва малцове и хмелове от близките ферми, като така подпомага местните производители. Там се отглежда и хмелът Халертау, който също се използва.
През 1901 пивоварната е посетена от принц Людовик, който е искал да опита легендарната бира на място.
През 1987 тя изкупува пивоварна Розен, единственият ѝ останал конкурент в града. Началото на 21-ви век бележи промени в собствеността и марката на пивоварната. 2004/2005 е тежка година за Актин, тогава регистрират загуби за 600 000 евро.
През 2013 американският милиардер Джон Пол Дежориа изкупува 55% от акциите, като през 2017 година изкупува и останалите 45%. Пивоварната става част ROKit group, като на международния пазар залага на марката ABK. Името се появява на колите на Уилиамс от Формула 1 през 2019.